# Geheimnis im blauen Schloß
Geheimnis im blauen Schloß (Originaltitel: „Ten Little Indians“) ist ein britischer Kriminalfilm aus dem Jahre 1965. Er basiert auf dem Roman Und dann gabs keines mehr der britischen Autorin Agatha Christie. Unter der Regie von George Pollock spielen unter anderem Mario Adorf, Shirley Eaton und Daliah Lavi mit.
George Pollock ist auch der Regisseur der Miss-Marple-Verfilmungen mit Margaret Rutherford.
Die Romanvorlage ist bis heute der meistverkaufte Kriminalroman der Welt.

## Handlung
Am Anfang des Films werden alle Protagonisten gleichzeitig in die Handlung eingeführt. Nach ihrer Ankunft in Mayrhofen werden sie mit zwei Pferdeschlitten vom Bahnhof zur Talstation einer Seilbahn außerhalb des Ortes gefahren. Mit dieser fahren sie zu einem Schloss in den Bergen, in das sie ein unbekannter Gastgeber namens I. R. Gendwer eingeladen hat. Er selbst ist im Schloss nicht aufzufinden. Die Gäste werden vom Butler Joseph Grohmann und der Haushälterin Elsa Grohmann bedient.
Grohmann war schriftlich angewiesen worden, am Abend der Ankunft um 9 Uhr ein Tonband zu starten und vermutete darauf Hintergrundmusik. Tatsächlich ertönt jedoch über einen Lautsprecher im Esszimmer eine unheimliche Stimme, die jedem der Gäste die Schuld oder Mitschuld an einem Mord vorwirft, der nicht bestraft worden ist. Die Stimme prophezeit den Anwesenden, sie würden nacheinander alle im Schloss sterben. Am späteren Abend sitzen alle im großen Saal versammelt und besprechen die Lage. Mike Raven sitzt Schnaps trinkend am Piano und gesteht, er habe das ihm vorgeworfene Verbrechen tatsächlich begangen. Kurz darauf greift er sich an die Kehle und bricht mit schmerzverzerrtem Gesicht tot zusammen. Die Gäste, unter denen auch ein Arzt ist, stellen fest, dass er offenbar mit Blausäure in seinem Getränk vergiftet wurde.
Die Haushälterin Elsa Grohmann hält es nicht länger im Schloss. Sie fährt mit der Seilbahn Richtung Tal. Allerdings hat jemand das Trageseil angesägt, sodass das Seil reißt und Grohmann in der Kabine am Fels zerschellt. Die übrigen Gäste vermuten Mr. Gendwer im Schloss und beschließen, das Gebäude von oben bis unten zu durchsuchen. Während der Suche stirbt General Sir John Mandrake, der zuvor zugegeben hatte, mehrere seiner Soldaten in den Tod geschickt zu haben und selbst geflüchtet zu sein. Sein Tod steigert die Angst unter den Gästen. Da die Durchsuchung des Schlosses ergebnislos verlaufen ist, folgert der Richter, dass Mr. Gendwer einer der Gäste sein muss.
Joseph Grohmann kommt ums Leben, als er versucht, ins Tal zu klettern. Ein Unbekannter schlägt den Sicherungshaken aus dem Fels, an dem das Kletterseil hängt, und Grohmann stürzt in den Tod. Die sechs übriggebliebenen Gäste stellen fest, dass die unterschiedlichen Todesarten bei den bisherigen Morden den Schilderungen im Kinderreim Zehn kleine Negerlein entsprechen. Dazu kommt, dass auf dem Kranz eines Obstkorbes auf dem Esstisch nach jedem Mord eine von 10 Zierfiguren fehlt. Sowohl im Saal des Schlosses als auch in den Gästezimmern hängt ein Bild mit dem Reim an der Wand.
Ilona Bergen wird in ihrem Zimmer durch eine Giftinjektion ermordet, die einen Bienenstich aus dem Kinderreim symbolisieren soll. Der Verdacht fällt auf den Arzt Dr. Edward Armstrong, da eine seiner Spritzen dafür benutzt wurde. Dieser weist jedoch den Verdacht energisch von sich. In der folgenden Nacht beginnt das Licht im Schloss zu flackern, und der anwesende Privatdetektiv verursacht beim Versuch, die Leitung zu stabilisieren, einen Kurzschluss. Richter Cannon befindet sich zu dieser Zeit mit dem Arzt Dr. Edward Armstrong im Billardzimmer und überzeugt diesen, dass sie beide als Mr. Gendwer nicht in Frage kommen, weil keiner von ihnen den Stromausfall verursacht haben kann. Sie beschließen, sich zu vertrauen und gemeinsam Mr. Gendwer zu entlarven. Im weiteren Verlauf gestehen der Arzt Edward, Richter Cannon und Detektiv William ihre Taten, Ann und Hugh jedoch nicht. Ann wird kurz vor ihrer Zimmertür erschreckt und schreit um Hilfe. Als die anderen herbeieilen, fällt der Strom erneut aus. Im Dunkeln ist ein Schuss zu hören. Als das Licht wieder angeht, wird der Richter leblos in seinem Bett aufgefunden.
Hugh und Ann verbringen eine Nacht gemeinsam im Bett. Hugh gesteht Ann, dass er nicht der eingeladene Lombard ist, sondern ein Freund, der nach dessen Selbstmord die Einladung angenommen hat. Ann gesteht ihm wiederum, dass sie nur deswegen des Mordes verdächtig ist, weil sie ihrer Schwester, der eigentlichen Mörderin, geholfen hatte. Beide sind somit keines Kapitalverbrechens schuldig. Am nächsten Morgen ist Dr. Edward verschwunden. Der Privatdetektiv William sucht vor dem Schloss mit seinem Fernglas die Umgebung ab. Dabei wird er von einer vom Dachsims herabfallenden Bärenstatue erschlagen. Hugh und Ann bemerken dies und suchen nun ihrerseits die Gegend nach Dr. Edward ab. Sie finden ihn schließlich im Schnee erfroren.
Allem Anschein nach muss nun Ann oder Hugh der mörderische Gastgeber sein. Ann zieht den Revolver, den ihr Hugh zu ihrer eigenen Sicherheit gegeben hatte. Vom Schloss aus hört man einen Schuss und sieht Hugh zu Boden fallen. Ann kehrt ins Schloss zurück, wo sie im großen Saal auf Richter Cannon trifft. Mit einer List und mit Hilfe des Doktors hatte er seinen Tod nur inszeniert. Er gesteht, dass er seine Lust am Morden zunächst mit Todesurteilen als Richter ausgelebt hatte, nun aber selbst einmal Hand anlegen wollte, zumal er unheilbar krank sei. Vor Ann gießt er sich ein Fläschchen Gift ins Glas und trinkt es aus. Für Ann hatte er an der Decke im großen Saal einen Strick vorbereitet, damit sie sich aufhängen kann, anstatt als einzige Überlebende mit neun Leichen in der Umgebung zum Tode verurteilt zu werden. Stattdessen kommt Hugh unverletzt herein; er und Ann sind gerettet.

## Synchronisation
Die deutsche Synchronfassung entstand bei der Studio Hamburg Synchron GmbH.
| Rolle                          | Schauspieler       | Sprecher         |
| ------------------------------ | ------------------ | ---------------- |
| Mike Raven                     | Fabian             | Charles Brauer   |
| Elsa Grohmann                  | Marianne Hoppe     | Gisela Trowe     |
| General Sir John Mandrake B.C. | Leo Genn           | Günther Jerschke |
| Ilona Bergen                   | Daliah Lavi        | Renate Danz      |
| Det. William Henry Blore       | Stanley Holloway   | Erwin Linder     |
| Richter Arthur Cannon          | Wilfrid Hyde-White | Robert Klupp     |
| Joseph Grohmann                | Mario Adorf        | Mario Adorf      |
| Dr. Edward Armstrong           | Dennis Price       | Paul Klinger     |
| Hugh Lombard                   | Hugh O’Brian       | Werner Bruhns    |
| Ann Clyde                      | Shirley Eaton      | Renate Küster    |
| Stimme von I. R. Gendwer       | (Christopher Lee)  | Lothar Grützner  |

## Kritiken
„Zehn Gäste im einsamen Schloß müssen erkennen, daß einer von ihnen den anderen nach dem Leben trachtet. Neuverfilmung des Agatha-Christie-Romans ‚Zehn kleine Negerlein‘ bzw. ‚Letztes Weekend‘. Selbst die mangelnde Sorgfalt in der schwachen Inszenierung kann dem hervorragenden Stoff die Spannung nicht rauben.“

John J. Puccio, Mitglied der Online Film Critics Society, beschreibt den Film als „fähigen, wenn auch etwas glanzlosen Durchlauf“ („a capable if somewhat lackluster run-through“). Das Szenenbild sei effizient statt detailliert, die schauspielerische Darstellung kompetent statt inspiriert, die Regie fachmännisch statt schöpferisch („The production design is efficient rather than elaborate; the acting is capable rather than inspired; the direction is workmanlike rather than inventive“).

## Hintergrund
- Die Stimme von I. R. Gendwer im englischen Original (nicht im Abspann genannt) ist die von Christopher Lee.
- Der Originaltitel des Films ist „Ten Little Indians“. So heißt auch das der Story zugrunde liegende Kinderlied im angelsächsischen Raum. Die deutsche Synchronisation verwendet das deutsche Pendant „Zehn kleine Negerlein“. Dazu im Widerspruch steht aber das Filmbild: Die Figuren, die nach und nach verschwinden, sind natürlich Indianer. Hier zeigen sich drastisch die Grenzen der Synchronisation.
- Im Original lautet der Name des Gastgebers U. N. Owen – angelehnt an unknown (unbekannt). In der deutschen Synchronisation wurde daraus. I. R. Gendwer = irgendwer.
- Abweichend vom Film kommen in Agatha Christies Buch alle zehn Protagonisten ums Leben. Auch sind im Buch alle der Verbrechen schuldig, derer sie zu Beginn „angeklagt“ werden.
- Im Buch ist der Schauplatz eine Insel.
- Der Film wurde auf DVD unter dem Titel Da waren’s nur noch neun – Geheimnis im blauen Schloss veröffentlicht.
- In der deutschen Fassung ist Marianne Hoppes Stimme nicht zu hören. Die Schauspielerin wurde von Gisela Trowe synchronisiert.
- Marianne Hoppe (* 26. April 1909) und Mario Adorf (* 8. September 1930) stellen im Film das Ehepaar Grohmann dar. Der Altersunterschied zwischen den beiden betrug demnach mehr als 21 Jahre.